# ان‌جی‌سی ۴۸۱
ان‌جی‌سی ۴۸۱ (انگلیسی: NGC 481) یک کهکشان بیضوی در صورت فلکی نهتگ است.  در فاصله تقریبی ۲۲۹ میلیون سال نوری از زمین قرار دارد و در ۲۰ نوامبر ۱۸۸۶ توسط لوئیس سوئیفت کشف شد.